# Cotopaxi nationalpark
Cotopaxi nationalpark är en nationalpark i Ecuador.   Den ligger i provinsen Cotopaxi, i den östra delen av landet, 280 km öster om huvudstaden Quito. Cotopaxi National Park ligger 226 meter över havet. Arean är 323 kvadratkilometer.
Terrängen runt Cotopaxi nationalpark är mycket platt.  Trakten runt Cotopaxi nationalpark är nära nog obefolkad, med mindre än två invånare per kvadratkilometer. I omgivningarna runt Cotopaxi National Park växer i huvudsak städsegrön lövskog.